# Москалевка (Тернопольская область)
Москалевка (укр. Москалівка) — село в Лановецкой городской общине Кременецкого района Тернопольской области Украины.
До 2020 года входило в Лановецкий район.
Код КОАТУУ — 6123884801. Население по переписи 2001 года составляло 582 человека.

## Географическое положение
Село Москалевка находится на расстоянии в 1,5 км от села Плиска и в 2,5 км от села Белозирка.

## История
- 1582 год — дата основания.

## Объекты социальной сферы
- Школа I—II ст.
- Клуб.
- Фельдшерско-акушерский пункт.

## Достопримечательности
- Братская могила советских воинов.